# Olivier Rousteing
Olivier Rousteing (Bordeaux, 13 settembre 1985) è uno stilista francese.

Dal 2011 è Direttore Creativo della casa di moda francese Balmain.
(Olivier Rousteing)

## Biografia
Rousteing è stato adottato dai suoi genitori all'età di un anno. La madre di Rousteing è un'ottica, mentre suo padre è un gestore di porti marittimi. È cresciuto a Bordeaux, dopo il liceo ha studiato per un mese giurisprudenza, prima di abbandonarla per trasferirsi a Parigi e studiare all'ESMOD (Ecole Supérieure des Arts et Techniques de la Mode). Rousteing parla francese, inglese, tedesco, italiano.

## Carriera
Nel 2003, Rousteing si è laureato e ha iniziato la sua carriera come stagista presso Roberto Cavalli, diventando prima assistente e poi direttore creativo della collezione femminile, prestando servizio nella casa di moda italiana per cinque anni.

### Balmain
Rousteing è entrato in Balmain nel 2009. Durante i suoi primi anni a Balmain ha lavorato a stretto contatto con Christophe Decarnin, allora Direttore Creativo della casa di moda francese. Rousteing si è fatto strada fino a capo del team di progettazione femminile.
Il 26 aprile 2011, a 25 anni, Olivier Rousteing ha sostituito Christophe Decarnin come Direttore Creativo di Balmain. Mentre gli piaceva l'estetica di Decarnin, voleva orientare l'etichetta verso gli aspetti più raffinati della moda francese. Al momento della sua nomina, Rousteing era un designer relativamente sconosciuto e ha apportato una nuova e necessaria visione dell'estetica del marchio che rimane fino ai giorni nostri. Gli è stato attribuito il merito di aggiungere un'influenza asiatica all'abbigliamento, in quanto l'Asia comprende gran parte degli acquirenti del marchio.
Rousteing afferma che la sua età, l'anonimato iniziale, e in particolare l'etnia, hanno portato a brontolii nell'establishment della moda. «La gente era tipo, 'Oh mio Dio, è una minoranza che sta rilevando una casa francese!», ha detto Rousteing alla rivista Out nel 2015.
Dal suo arrivo, l'abbigliamento maschile rappresenta ora il 40% delle entrate di Balmain. Sebbene la società non abbia rilasciato dati, è stato stimato che le entrate di Balmain siano aumentate del 15-20% tra il 2012 e il 2015. Rousteing ha aperto il primo negozio Balmain a Londra e il primo monomarca americano a SoHo (New York).
Con l'aiuto di amici celebrità come Kim Kardashian, Kelly Rowland, Jennifer Lopez, Rihanna, Björk, Beyoncé, Justin Bieber, Nicki Minaj, Chris Brown e varie modelle, comprese quelle di Victoria's Secret, Rousteing ha aiutato Balmain a diventare la prima etichetta francese a superare l'altopiano dei milioni di follower su Instagram.
Rousteing ha disegnato i costumi per l'opera Renaissance (balletto di 27 minuti con 22 ballerini), coreografato da Sébastien Bertaud e inaugurato all'Opéra de Paris il 13 giugno 2017.

### DocumentarioWonder Boy
Il 28 settembre 2019, il giorno dopo la sfilata di Balmain, è stato presentato a Parigi il documentario Wonder Boy (Ragazzo Prodigio). Il film è diretto da Anissa Bonnefont e racconta le vicende personali e intime di Olivier Rousteing, alla ricerca dei propri genitori biologici.

## Vita privata
Rousteing è stato adottato ed è apertamente gay. Sebbene in precedenza avesse creduto di essere di etnia mista, nel 2019 ha scoperto che sua madre biologica è di origine somala (e viveva a Gibuti prima di arrivare in Francia) e suo padre biologico etiope. Rousteing ha dichiarato di non sentirsi né bianco né nero, ma semplicemente umano.

## Filmografia

### Documentario
- Wonder Boy, Olivier Rousteing, né sous X (2019), regia di Anissa Bonnefont.

### Reality show
- Keeping Up with the Kardashians